# Chamaeanthus
Chamaeanthus es un género de orquídeas de hábito terrestre, de la subtribu Aeridinae. Comprende 18 especies descritas y de estas, solo 2 aceptadas.

## Taxonomía
El género fue descrito por Schltr. ex J.J.Sm. y publicado en Orch. Jav. 552. 1905.
Etimología

## Especies
- Chamaeanthus brachystachys Schltr.
- Chamaeanthus wenzelii Ames